# Jobbára ártalmatlan
A Jobbára ártalmatlan (Mostly Harmless) Douglas Adams Galaxis útikalauz stopposoknak című ötrészes sci-fi „trilógiájának” utolsó része, mely az Egyesült Királyságban 1992-ben, Magyarországon 1998-ban jelent meg először.
2005-ben készült el a rádiójáték változata, melynek utolsó epizódját 2005. június 21-én sugározta a BBC Radio 4. A regény címe az első rész egyik poénja nyomán keletkezett. Az útikalauz eredeti bejegyzése a Földről ennyi volt: ártalmatlan. Ford munkája és megfigyelései során kibővítette az alábbira: jobbára ártalmatlan.

## Cselekmény
|  | Alább a cselekmény részletei következnek! |

A történet során a vogonok átveszik az útikalauz irányítását, hogy egyszer és mindenkorra teljesítsék a Föld elpusztítására vonatkozó parancsukat. Arthur, aki váratlanul elveszíti Fenchurchöt, galaxis-szerte utazgat mindenfelé. Űrhajó-szerencsétlenséget szenved és a Lamuella bolygóra kerül, ahol letelepedik és boldog szendvicskészítőként éli életét egy kis faluban, egyszerű és békés emberek között. Ezalatt Ford Prefect betör az útikalauz irodaépületébe, ahol találkozik a madár formában létező Útikalauz II-vel, a mesterséges intelligenciával, óriási hatalommal és titokzatos céllal bíró útikalauzzal. Miután Ford visszautasítja, hogy segítsen a veszélyes gépezetnek, elküldi azt Arthur címére, hogy biztonságban legyen.
Trillian felkeresett egy DNS-bankot, amikor gyermeket szeretett volna, ahol egyetlen azonos fajú DNS minta volt. Mint később kiderült, Arthuré, aki korábban a levágott lábkörmeiért és köpetéért kapott pénzből utazgatott a galaxisban. Amikor Trillian egy háborúba indul tudósítani, lányát, Vaktát elviszi Arthurhoz. Vakta, egy tipikusan problémás tinédzser, ellopja a küldeményként érkezett Útikalauz II-t, és segítségével a Földre utazik. Arthur, Ford és Trillian és az alternatív univerzumbeli Tricia McMillan követi őt a Béta Klubba, így Zaphod kivételével mind együtt vannak, amikor a vogonok végül ismét megsemmisítik a Földet.
|  | Itt a vége a cselekmény részletezésének! |

## A magyar kiadás visszhangja
Az ekultura.hu kritikája szerint a regény nem ugyanolyan szórakoztató, mint a Galaxis útikalauz-sorozat előző része, de „ebből a regényből sem hiányzik a sziporkázó, abszurd humor, a nyelvi lelemény, és a valóban természettudományos alapokra helyezett, mégis hihetetlen fantasztikum.”

## Magyarul
- Jobbára ártalmatlan; ford. Kollárik Péter; N&N, Budapest, 1998 (Möbius)
- Jobbára ártalmatlan; ford. Kollárik Péter; 2. jav. kiad.; N&N, Budapest, 2000 (Möbius)

## Folytatások
- Galaxis útikalauz stopposoknak (1. rész)
- Vendéglő a világ végén (2. rész)
- Az élet, a világmindenség, meg minden (3. rész)
- Viszlát, és kösz a halakat! (4. rész)
- Ja, és még valami… (Eoin Colfer által írt hatodik rész)